# Nahariyya
Nahariyya (en hebreu: נהריה) és una ciutat del Districte del Nord d'Israel. Es troba a la costa de la mar Mediterrània, al sud de la frontera amb el Líban.

## Història
A l'antiguitat ja hi havia a la zona un port fenici, però la ciutat moderna no fou construïda fins al segle xx.
Nahariyya fou fundada per immigrants alemanys als anys trenta. La construcció dels primers habitatges començà el 1933, i les primeres dues famílies que s'hi instal·laren van arribar el 10 de febrer de 1935, data que es considera la de la fundació de Nahariyya.
Els primers projectes eren que la ciutat fos de caràcter agrícola, però els residents aviat van comprovar que era gairebé impossible de cultivar aquelles terres i van decidir enfocar l'economia local cap al turisme, atret per la platja i l'entorn natural. Molts oficials britànics provinents de Khartum, durant el Mandat britànic de Palestina, triaven la ciutat com a lloc d'oci i descans. La companyia làctia Strauss (actualment Strauss Elite) fou fundada a Nahariyya després del fracàs dels intents agrícoles.
Durant la guerra araboisraeliana de 1948, la ciutat fou assetjada, i només podia ser abastida per mar mitjançant petites barques.
El juliol de 2006, Nahariyya fou blanc de nombrosos atacs de míssils Katiuixa llançats per Hesbol·là.

## Dades estadístiques

### Demografia
Segons l'Oficina Central d'Estadística d'Israel (CBS), l'any 2001 la població de la ciutat era un 97,3% jueva o no-àrab, i no hi ha un nombre significatiu d'àrabs.
L'any 2001 hi havia 22.200 homes i 23.700 dones. La població de la ciutat es compon en un 29,5% de persones de menys de 20 anys, un 16,3% de persones d'entre 20 i 29 anys, un 18,8% d'entre 30 i 44, un 17,3% d'entre 45 i 59, un 4,1% d'entre 60 i 64, i un 13,9% de majors de 65. La taxa de creixement de la població aquell mateix any era de 4,2%.

### Ingressos
Segons la CBS, l'any 2000 hi havia 17.916 empleats i 1.283 autònoms a la ciutat. El salari mensual mitjà de la ciutat per als empleats era de 5.736 nous xéquels. El salari mitjà dels homes era de 7.353 nous xéquels i el de les dones era de 3.950 nous xéquels. Els ingressos mitjans dels autònoms eren de 9.078 nous xéquels. 886 persones rebien prestació d'atur i 3.611 ajuda social.

### Ensenyament
Segons la CBS, hi ha 22 centres educatius i 7.541 estudiants a la ciutat. Hi ha 15 escoles primàries amb 4.074 estudiants i 10 escoles secundàries amb 3.467 estudiants. L'any 2001, un 56,5% dels estudiants d'últim curs de secundària es van graduar.

## Ciutats agermanades
- Berlín-Schöneberg (Alemanya)
- Bielefeld (Alemanya)
- Offenbach am Main (Alemanya)